# Epic Records
Epic Records és una discogràfica nord-americana, que pertany a Sony BMG.

## Història
Epic va ser concebuda originalment com una companyia discogràfica dedicada al Jazz i a la Música clàssica el 1953 per la CBS. És per això que el logotip negre, blau i groc brillant es va convertir en una Marca registrada familiar en nombrosos llançaments de Jazz i de Música clàssica.
Aquests llançaments n'incloïen alguns molt notables com el de l'Orquestra Filharmònica de Berlín entre d'altres. Deu anys després Epic va guanyar el seu primer disc d'or i es va desenvolupar com una marca productora d'èxits musicals dins del gènere del Rock and Roll, Country i R&B. Entre alguns grups es trobaven Bobby Vinton, The Dave Clark Five, The Hollies, Tammy Wynette, Donovan, The Yardbirds, Lulu, i Jeff Beck.
Durant els anys 70, Epic va estar darrere de l'èxit de bandes com The Clash, Sly And The Family Stone, Boston, REO Speedwagon, Johnny Nash, Heart, The Isley Brothers, Edgar Winter i Charlie Rich
En els anys 80 i 90 Epic contribueix en àlbums multiplatí de Meat Loaf, The Jacksons, Michael Jackson, Ozzy Osbourne, Sade, Luther Vandross, Gloria Estefan, George Michael i Cyndi Lauper. El segell Epic Street va ser format per artistes del Hip-hop.

## Artistes Epic
Artistes que van enregistrar amb Epic
| - ABBA - AC/DC - The Afters - Tori Amos (a partir de 2000) - Anastacia - Argent - Audioslave - Augustana - Jeff Beck - Boston - Box of Frogs - Ray Bryant - Cartel - Cheap Trick - Tina Charles - Charley D. and Milo - Chevelle - Christie - Cheyenne Kimball - Gigliola Cinquetti - The Clash - Beverley Craven - John Davis & the Monster Orchestra - Dead or Alive - Céline Dion EUA - Donovan - dope - Duran Duran - Eighteen Visions - Europe - Franz Ferdinand | - The Fray - Ginuwine - Gloria Estefan - Glenuk - Good Charlotte - Delta Goodrem - Macy Gray - Heatwave - The Hollies - Jimmy "Bo" Horne - The Isley Brothers - Incubus - Indigo Girls - Michael Jackson - The Jacksons - Jamiroquai - Waylon Jennings - George Jones - The Juliana Theory - K.C. & The Sunshine Band - Carole King - Korn - Labelle - Lamb of God - Cyndi Lauper - LIVE - Jennifer López - Jessica Simpson - Lulu - Matisyahu - The McCoys - George McCrae - Harold Melvin & the Blue Notes - Meat Loaf - Meghan Trainor - MFSB - Midi, Maxi & Efti - Mind Funk - Modest Mouse - Motörhead - Mudvayne - Johnny Nash - Ted Nugent - The O'Jays - Oasis EUA - The Only Ones - Omarion - Ozzy Osbourne | - Billy Paul - Sara Paxton - Pearl Jam - Teddy Pendergrass - Prong - Puffy AmiYumi - Quietdrive - Rage Against The Machine - Lou Rawls - REO Speedwagon - Charlie Rich - Sade - Sailor - Joe Satriani - Carly Simon - Jessica Simpson - Shakira - Natasha Bedingfield - Shudder To Think - Skank - Shakira - The Sinceros - Sly And The Family Stone - Social Distortion - The Starjets - Suicidal Tendencies - Donna Summer - System of a Down - Tenacious D - The Third Degrees - Melanie Thornton - The Tramps - The Tremeloes - USA & European Connection - Steve Vai - Luther Vandross - Stevie Ray Vaughan - Vendetta Red - Bobby Vinton - Derek Webb - Wham! i George Michael - Edgar Winter - Brenton Wood - Tammy Wynette - The Yardbirds |